# Менлијус (Илиноис)
Менлијус (енгл. Manlius) град је у америчкој савезној држави Илиноис.

## Демографија
По попису из 2010. године број становника је 359, што је 4 (1,1%) становника више него 2000. године.
| Група             | 2000.       | 2010.       |
| Белци             | 338 (95,2%) | 338 (94,2%) |
| Афроамериканци    | 1 (0,3%)    | 2 (0,6%)    |
| Азијати           | 0 (0,0%)    | 0 (0,0%)    |
| Хиспаноамериканци | 13 (3,7%)   | 16 (4,5%)   |
| Укупно            | 355         | 359         |